# Fred Deux

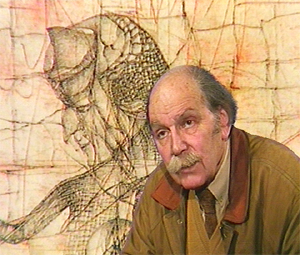
Fred Deux (1995)

Fred Deux (* 1. Juli 1924 in Boulogne-Billancourt; † 9. September 2015 in La Châtre) war ein französischer Grafiker und Schriftsteller.

## Leben
Fred Deux wurde 1924 in Boulogne-Billancourt südwestlich von Paris in eine Arbeiterfamilie hineingeboren, die in dem Keller eines bourgeoisen Gebäudes wohnte, der im Winter des Öfteren von der nahegelegenen Seine überflutet wurde. Die instabile Gesundheit von Fred Deux wird darauf zurückgeführt.
Nach der Schule arbeitete Deux als Elektriker in der Nachtschicht einer Fabrik. 1943 schloss er sich der Widerstandsgruppe der Fabrik (FTP) an und ging in den Untergrund. Während der Befreiung trat er den marokkanischen „Goumiers“ bei und nahm an den Feldzügen in den Vogesen, im Elsass und in Deutschland teil.
1947 nach Frankreich zurückgekehrt, ließ er sich in Marseille nieder, wo er in der Clary-Bibliothek arbeitete. Er heiratete und bekam zwei Töchter. Mit den Werken von André Breton, Georges Bataille, Blaise Cendrars, Benjamin Péret und Marquis de Sade machte er sich in dieser Zeit vertraut. Deux gründete in Marseille eine surrealistische Gruppierung. Er entdeckte Paul Klee und begann an seinen ersten Werken auf Papier. Notizen für „La Gana“, sein erstes schriftstellerisches Werk, entstanden. Nach einer Begegnung mit Hans Reichel traf er den Galeristen Karl Flinker, der sich auf einer Reise in Marseille befand. Dieser zeigte die Werke von Fred Deux dem Kunsthistoriker und Schriftsteller Jean Cassou, der wiederum in den Les Cahiers du Sud eine Rezension veröffentlichte. Zusätzlich fand in der Buchhandlung des Vaters von Karl Flinker, Martin Flinker am Quai des Orfèvres, 68 in Paris, eine Ausstellung statt. 
Aufgrund einer Tuberkuloseerkrankung verbrachte Deux mehrere Monate in einem Sanatorium, wo er zeichnete und schrieb. Er zog nach Paris und lernte Hans Bellmer sowie André Breton kennen. Er wurde Mitglied der Surrealisten. 1951 traf er Cécile Reims, eine Graveurin, die später seine Ehefrau wurde. 1954 verließ Deux die surrealistische Gemeinschaft um Breton herum und ging aus gesundheitlichen Gründen nach Corcelles, wo er La Gana schrieb. La Gana wurde 1958 unter dem Pseudonym Jean Douassot (unter dem er bis 1971 arbeitete), veröffentlicht und mit dem Prix de Mai ausgezeichnet.
1959 zog das Paar nach Lacoux und eröffnete 1973 ein Kunstzentrum in Couzat, in der Provinz Berry. Bis 1985 wohnten sie in La Châtre.

## Über das Werk
Fred Deux ist ein eigenwilliger Künstler, der kunstgeschichtlich nicht leicht einzuordnen ist. Laut dem Kunsthistoriker Rainer-Michael Mason ist das Werk zwischen Art brut und Henri Michaux zu verorten.

Eine umfangreiche Sammlung der Werke von Deux befindet sich im Besitz des Bochumer Kunstmuseums. Sepp Hiekisch-Picard, stellvertretender Direktor des Kunstmuseums Bochum, äußert sich zu dem Werk wie folgt: 

„Im Überblick erscheint sein Werk zwischen den Polen einer traumhaft-phantastischen Figuration und einer zur Formauflösung strebenden Abstraktion zu pendeln, zwischen Gegensätzen von Expressivität und meditativer Kontemplation, die zu immer wieder überraschenden Synthesen und Weiterentwicklungen führen. Ein Werk, das jahrzehntelang mit ungeheurer Arbeitsdisziplin in einer mönchisch anmutenden Abgeschiedenheit entsteht, fernab vom jeweils aktuellen Kunstgeschehen, nur sich selbst und dem absoluten Anspruch nach radikaler Ehrlichkeit in der Erforschung der eigenen Innenwelten verpflichtet.“

Zahlreiche Museen zeigten Werke von Fred Deux. Darunter 1980 das Musée National d’Art Moderne im Centre Georges Pompidou und 1989 das Musée Cantini in Marseille. Im Musée des Beaux-Arts von Lyon ist für 2015 eine Retrospektive seines Werkes geplant.
Fred Dreux ist Absolvent des Conservatoire national des arts et métiers.